# 工業団地駅
工業団地駅（こうぎょうだんちえき）は、高知県宿毛市平田町戸内にある、土佐くろしお鉄道（TKT）宿毛線の駅である。駅番号はTK44。

## 歴史
- 1997年（平成9年）10月1日：土佐くろしお鉄道宿毛線開通時に開設[1][2]。

## 駅構造
単式ホーム1面1線を有する地上駅。
無人駅。切通しの中に位置し、出入りにはホーム中村駅寄りにある階段を使用する。

## 利用状況
近年の1日平均乗降人員の推移は以下の通り。
| 乗降人員推移 | 乗降人員推移 |
| 年度         | 1日平均人数  |
| ------------ | ------------ |
| 2011年       | 42           |
| 2012年       | 38           |
| 2013年       | 50           |
| 2014年       | 36           |
| 2015年       | 55           |
| 2016年       | 25           |
| 2017年       | 24           |
| 2018年       | 33           |
| 2019年       | 20           |

## 駅周辺
- 中筋川
- 宿毛工業団地
- 中村宿毛道路平田インターチェンジ
- 高知県立宿毛工業高等学校
- 宿毛市立東中学校
- 宿毛市立山奈小学校
- 宿毛市東部支所
- 高知県立幡多けんみん病院

## 隣の駅
土佐くろしお鉄道
■宿毛線
有岡駅 (TK43) - 工業団地駅 (TK44) - 平田駅 (TK45)